# Дукла (Михайлівці)
«Дукла» (словац. HK Dukla Ingema Michalovce) — хокейний клуб з міста Михайлівці, Словаччина. Заснований у 1974 році.

## Історія
Клуб засновано в місті Михайлівці 1974 року. За часів Чехословаччини команда виступала в другій та першій словацькій лізі. Найбільше досягнення це перше місце в першій лізі в сезоні 1985–86 років.
За часів проведення окремого чемпіонату Словаччини, «Михайлівці» (сучасна назва «Дукла» з 2000 року) виступали з 1993 по 2003 роки першій лізі Словаччини, з сезону 2003–04 і по сезон 2007–08 років у другій лізі Словаччини. З сезону 2008–09 «Дукла» витупає в першій лізі. У сезоні 2017–18 років вони вперше стали переможцями першої ліги, тренером клубу на той момент був Мірослав Ігначак. Ще через два роки вони повторили успіх дворічної давнини, здобули перше місце. У перехідних матчах обіграли в серії «Жиліну» 4–3 та дебютували в екстралізі.
За час виступів в екстралізі «Дукла» двічі здобула бронзові медалі.

## Домашня арена
«Льодовий палац Михайлівці» домашній стадіон клубу, відкритий в 1972 році. Арена вміщує 3800 глядачів.

## Досягнення
Словацька екстраліга
- 3-є місце (2): 2020–21, 2023–24

Перша ліга Словаччини
- Переможець (2): 2017–18, 2018–19
- Друге місце (2): 2012–13, 2013–14